# Guns, God and Government Tour
Guns, God and Governament è stato un tour mondiale dei Marilyn Manson, la band statunitense fondata dal cantante con l'omonimo nome. È stato l'ottavo tour del gruppo. Il tour, iniziato il 27 ottobre 2000 e finito il 2 settembre 2001, comprendeva tappe in Europa, Giappone e Nord America, per un totale di 107 spettacoli su 109 previsti.

## Storia
Gli spettacoli duravano in media 1 ora e 40 minuti.

## Vicende
Durante lo spettacolo del 25 novembre 2000 il batterista Ginger Fish ha subito una rottura alla clavicola. A causa di questo infortunio la data del 5 dicembre è stata annullata poco prima dell'apertura del concerto. La data prevista per il 12 dicembre invece è stata annullata a causa di una tempesta a Peoria.

### Polemiche
Il 19 novembre 2000 alcuni attivisti cristiani cercarono di annullare il loro concerto al Blue Cross Arena, però senza risultato, entrano al concerto e così la polizia è stata costretta ad inviare alcune pattuglie.. In seguito, la loro prestazione al Mile High Stadium del 22 giugno 2001 ha richiamato l'attenzione di alcuni quotidiani nazionali. In questa occasione fu accusato il cantante della band ad aver incitato Eric Harris e Dylan Klebold ad uccidere i loro compagni, notizia poi smentita. Questo evento dovrebbe essere datato 20 aprile 1999. Così il gruppo chiese di annullare la data. Anche se il concerto si è svolto lo stesso, alcune persone hanno creato il gruppo "Citizens for Peace and Respect", che hanno tenuto una manifestazione di protesta fuori dallo stadio.
Un altro incidente è avvenuto 25 agosto 2001 a Glasgow, dove chiedevano che la prestazione di Marilyn Manson siano boicottate.

### Problemi giudiziari
In una battaglia civile David Diaz ha denunciato al tribunale di Minneapolis per $75,000. La giuria della corte federale ha accusato il cantante della band.. In un'altra causa legale presentata alla Contea di Oakland Manson, venne accusato di abusi sessuali contro un responsabile della sicurezza durante il concerto svoltosi il 30 luglio 2001. La causa si è risolta con Manson che ha pagato 4.000 dollari e accordi segreti.
Nella data del 5 febbraio 2001 a Marino, in un caso riguardante la morte di una suora da due ragazze, la polizia italiana ha scoperto i crocifissi e altri oggetti di Marylin, tuttavia il cantante è stato rilasciato per mancanza di prove. Il giorno successivo la stessa persona è stata arrestata a Bologna, accusato di pubblica incidenza durante un concerto del 1999.

## Altre versioni
Oltre alla versione concerto e all'album esiste anche un concerto-film in formati VHS, DVD e UMD, il 29 ottobre 2002. Il film ha vinto la certificazione d'oro nel Regno Unito (più di 25 000 copie vendute) e la certificazione di platino per le più 100 000 copie vendute nei Stati Uniti.

## Tracklist
Vengono elencati la lista delle canzoni più comunemente esposta
1. "The Lord Is My Shepherd" (Apertura)
2. "God Bless America"
3. "Count to Six and Die" (Instrumentale)
4. "Irresponsible Hate Anthem"
5. "The Death Song"
6. "Disposable Teens"
7. "Great Big White World"
8. "Tourniquet"
9. "The Fight Song"
10. "The Nobodies"
11. "Strawberry Fields Forever"
12. "My Monkey"
13. "Lunchbox"
14. "Rock Is Dead"
15. "The Dope Show"
16. "Cruci-Fiction in Space"
17. "Burning Flag"
18. "Cake and Sodomy"
19. "President Dead"
20. "Astonishing Panorama of the Endtimes"
21. "GodEatGod"
22. "In the Shadow of the Valley of Death"
23. "Born Again"
24. "Sweet Dreams (Are Made of This)" (con "Hell Outro")
25. "Valentine's Day"
26. "The Love Song"
27. "Antichrist Superstar"
28. "Rock N Roll Nigger"
29. "The Beautiful People"
30. "Diary of a Dope Fiend"
31. "1996" (con "Mister Superstar")
32. "The Reflecting God"
33. "Suicide Is Painless"

## Formazione
Marilyn Manson
- Marilyn Manson: voce
- John 5: chitarra
- Twiggy Ramirez: basso
- Madonna Wayne Gacy: tastiere
- Ginger Fish: batteria

Gruppo/Artista spalla
- Godhead[16]
- The Union Underground[16]
- Cold[16]
- Disturbed[16]
- Professional Murder Music (solo nelle tappe di Portland e Seattle)